# 大理鱼藤
大理鱼藤（学名：Derris harrowiana）为豆科鱼藤属下的一个种。

## 扩展阅读
- 維基物種上的相關：大理鱼藤